# Scion
Scion (jap. サイオン) – japoński producent samochodów, należący do Toyota Motor Corporation stworzony z myślą o rynku amerykańskim, istniejący w latach 2003–2016.

## Historia
Toyota Motor Corporation w 2003 roku powołała nową markę Scion, która została przeznaczona wyłącznie na rynek amerykański. W tym samym roku na salonie w Nowym Jorku ukazały się pierwsze prototypy bbX i ccX. W 2003 roku na salonie w Los Angeles zadebiutowały modele seryjne xA i xB, których sprzedaż ruszyła w czerwcu tego samego roku. Na salonie w Detroit 2004 r. swoją premierę miał model tC. 16 grudnia 2006 roku nieoficjalnie został pokazany następca modelu xA – model xD oraz model xB drugiej generacji. Oba samochody zostały publicznie pokazane dopiero 8 lutego 2007 roku na salonie w Chicago.

### Likwidacja
3 lutego 2016 roku krótko po plotkach na temat rzekomego uśmiercenia marki, które okrążyły internet kilka dni wcześniej, Toyota oficjalnie ogłosiła likwidację marki Scion i włączenie gamy modelowej do amerykańskiej oferty modelowej Toyoty łącznie z końcem sierpnia tego samego roku. Producent poinformował, że decyzja uwarunkowana jest spadającą sprzedażą marki i brakiem jej racji bytu na tle Toyoty. Z dotychczasowej gamy Sciona pod skrzydła Toyoty trafiły modele iA, iM oraz FR-S.

## Modele
- iQ (2012–2015)
- xA (2004–2006)
- xB (2004–2007)
- xB II (2007–2015)
- xD (2008–2014)
- iA (2015–2016)
- iM (2015–2016)
- tC (2004–2010)
- tC II (2010–2016)
- FR-S (2013–2016)

## Galeria

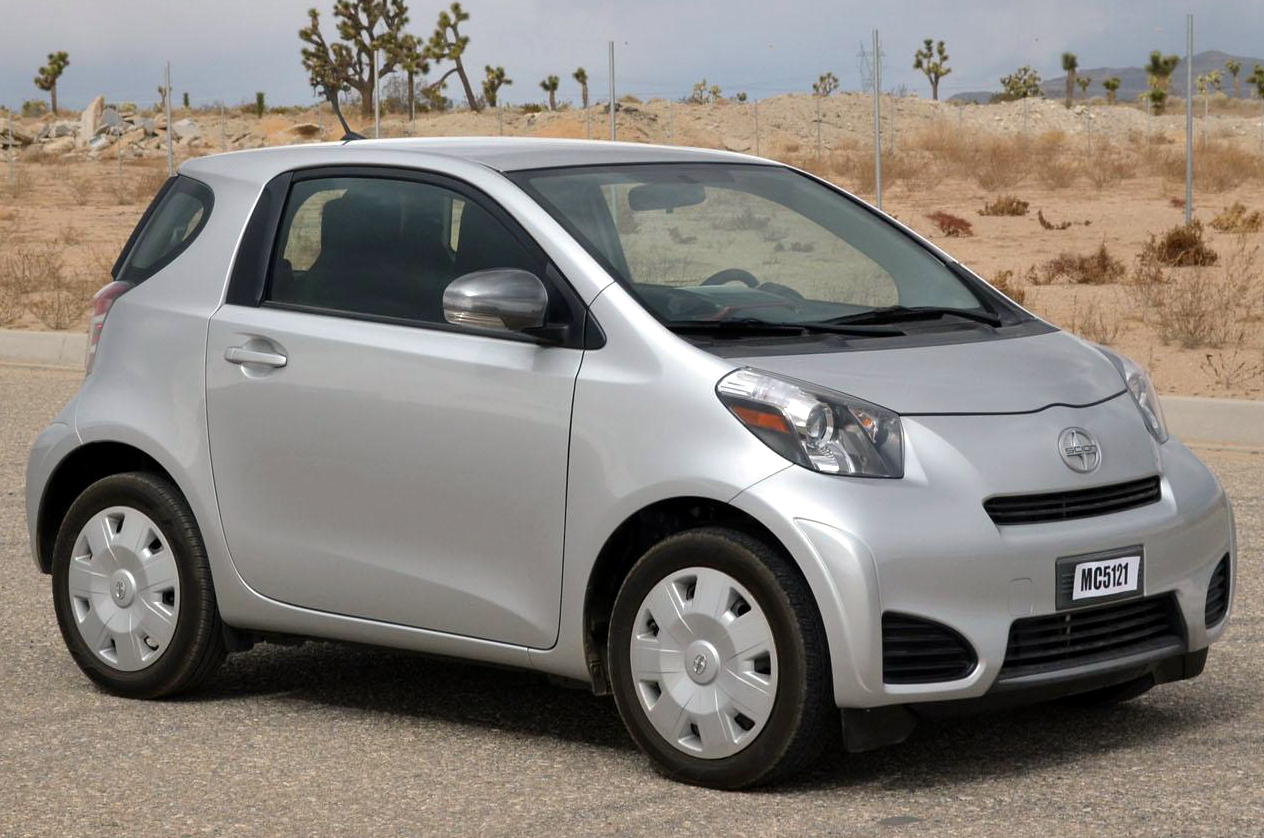
Scion iQ
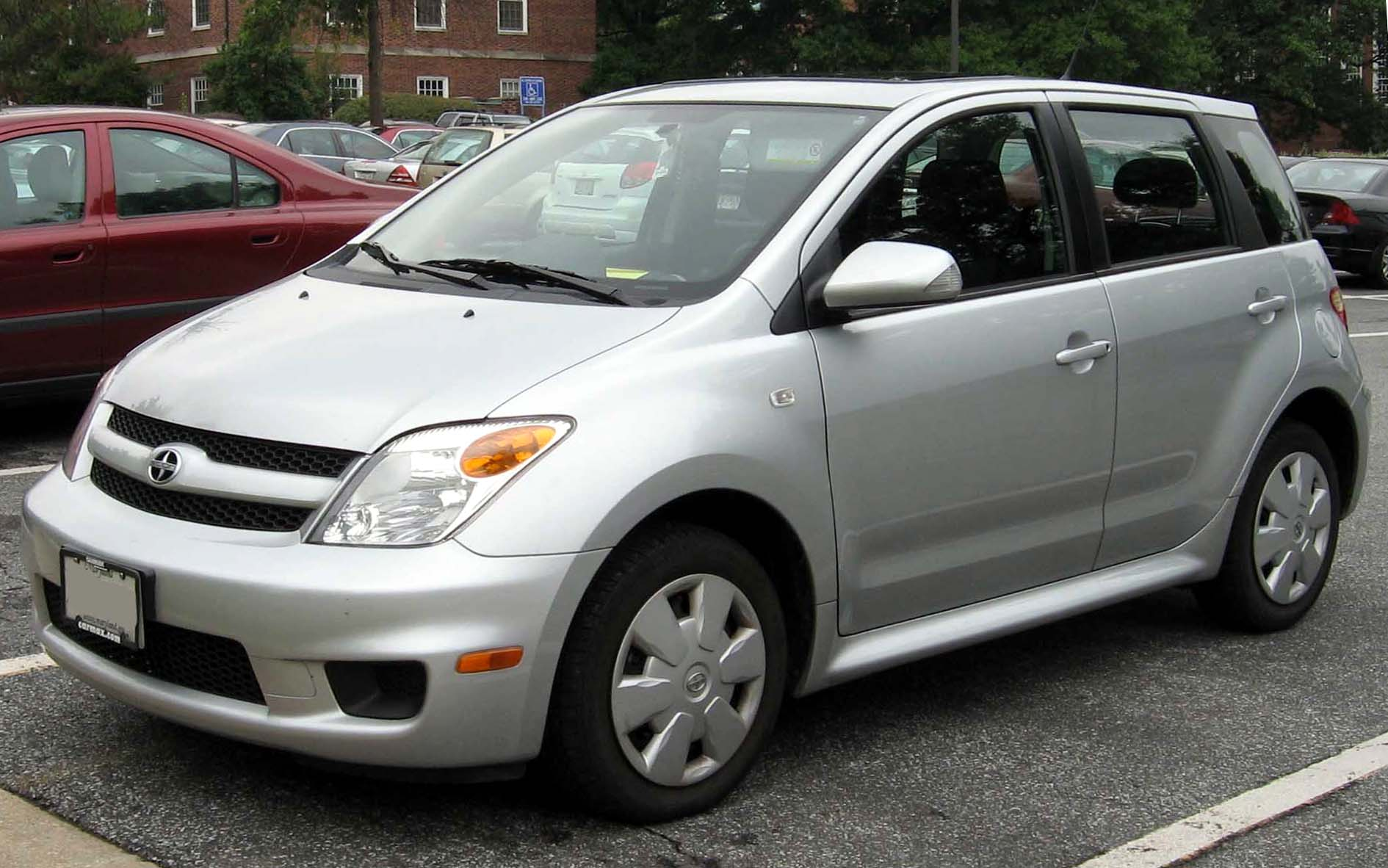
Scion xA
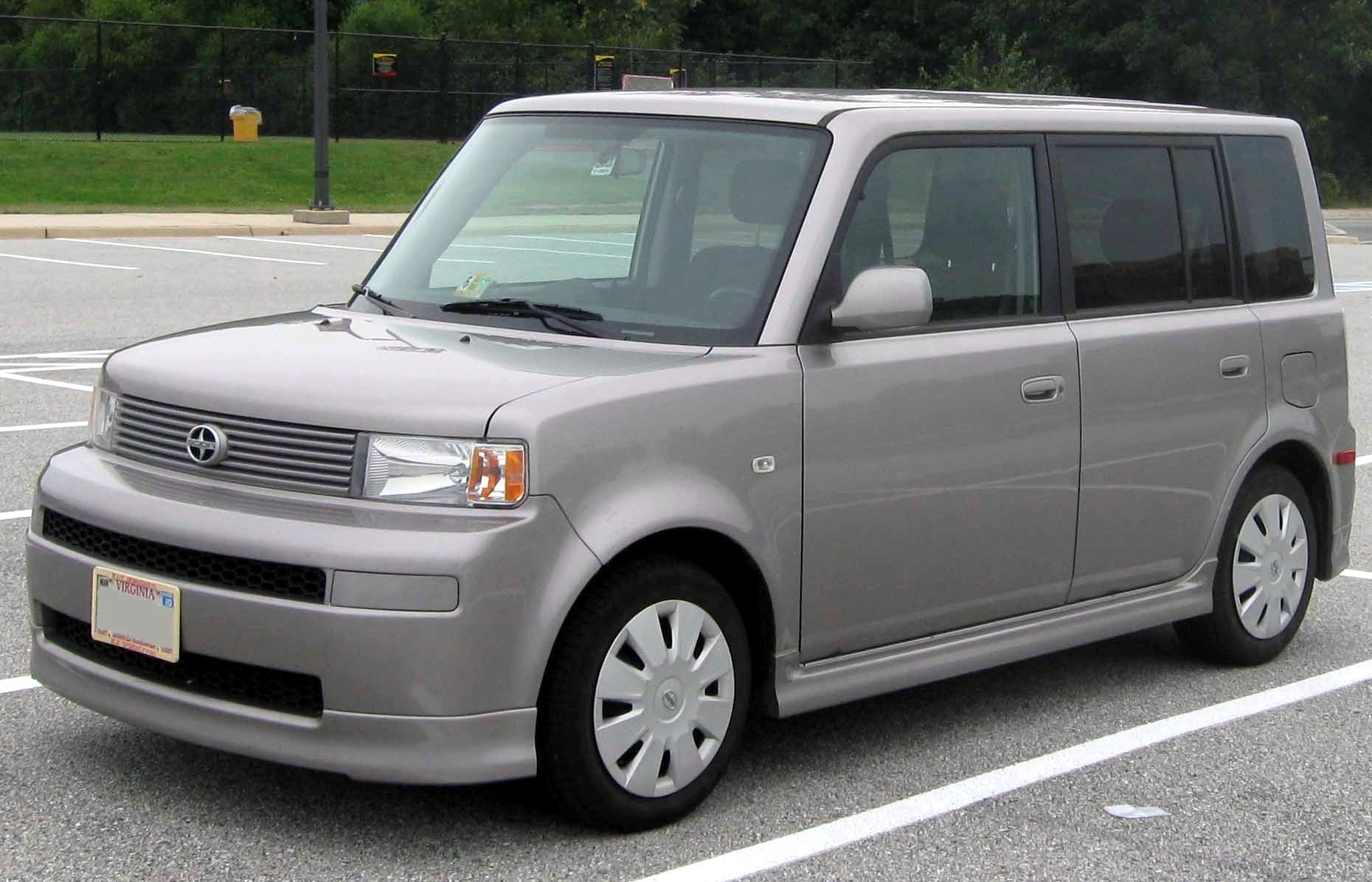
Scion xB
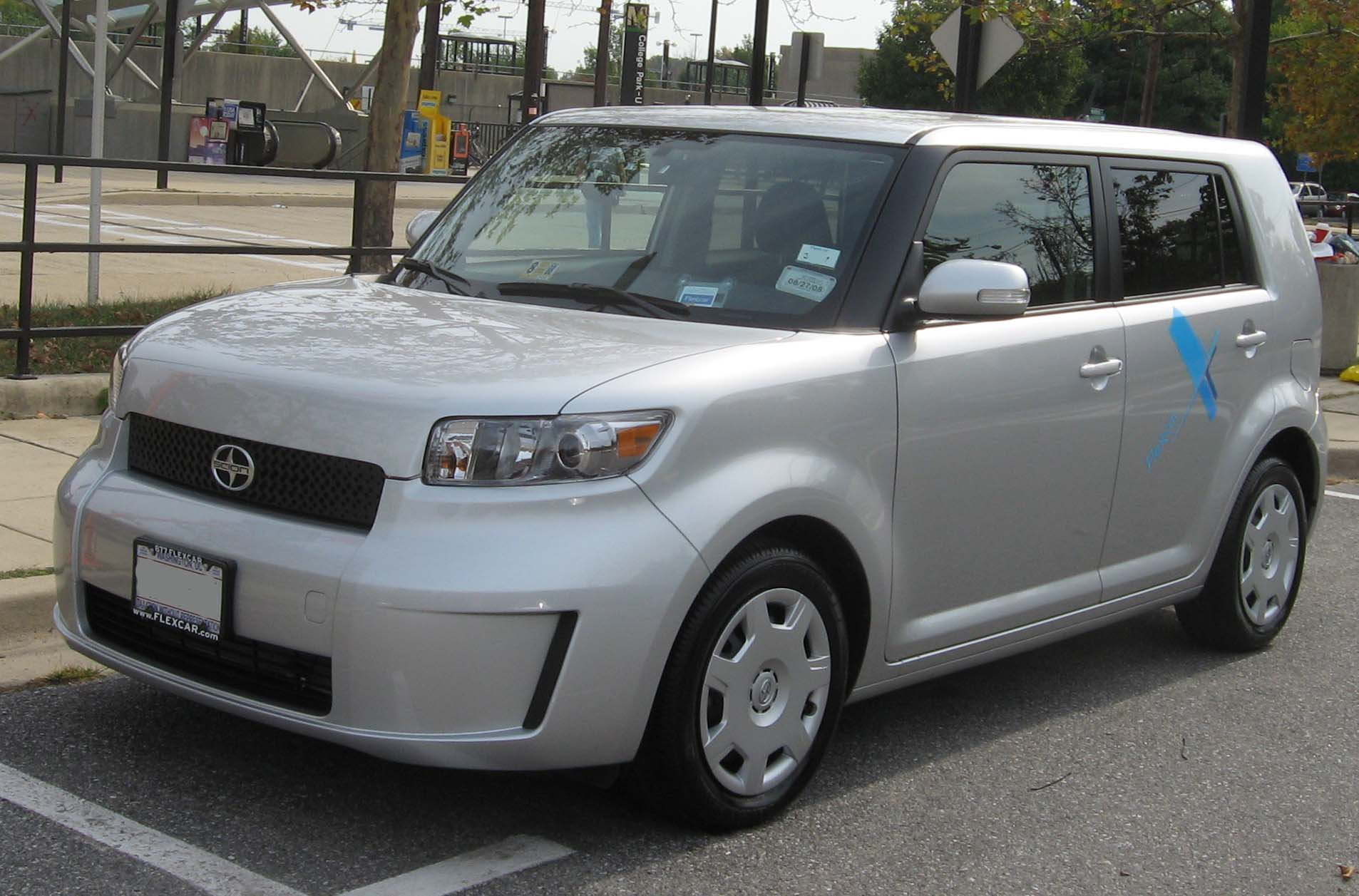
Scion xB II
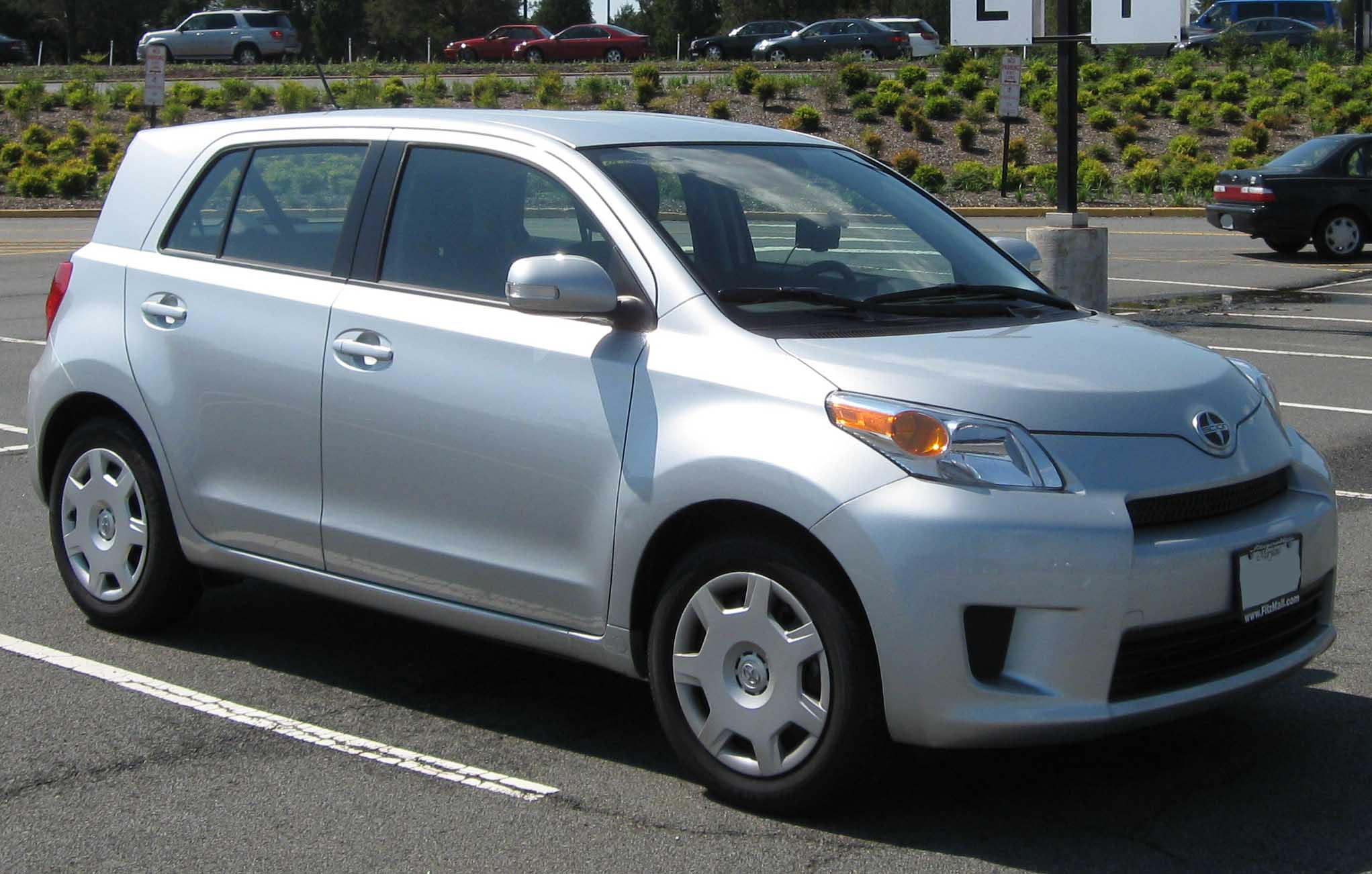
Scion xD
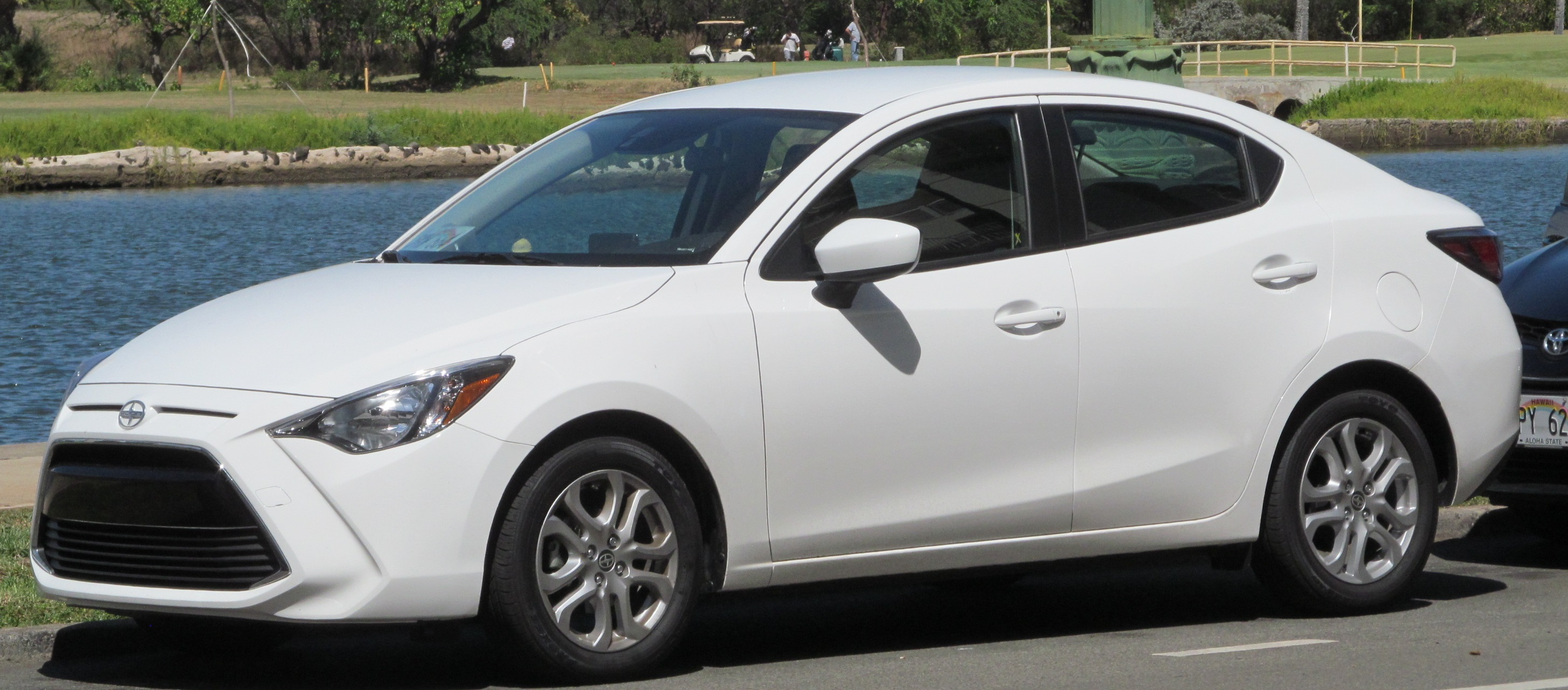
Scion iA
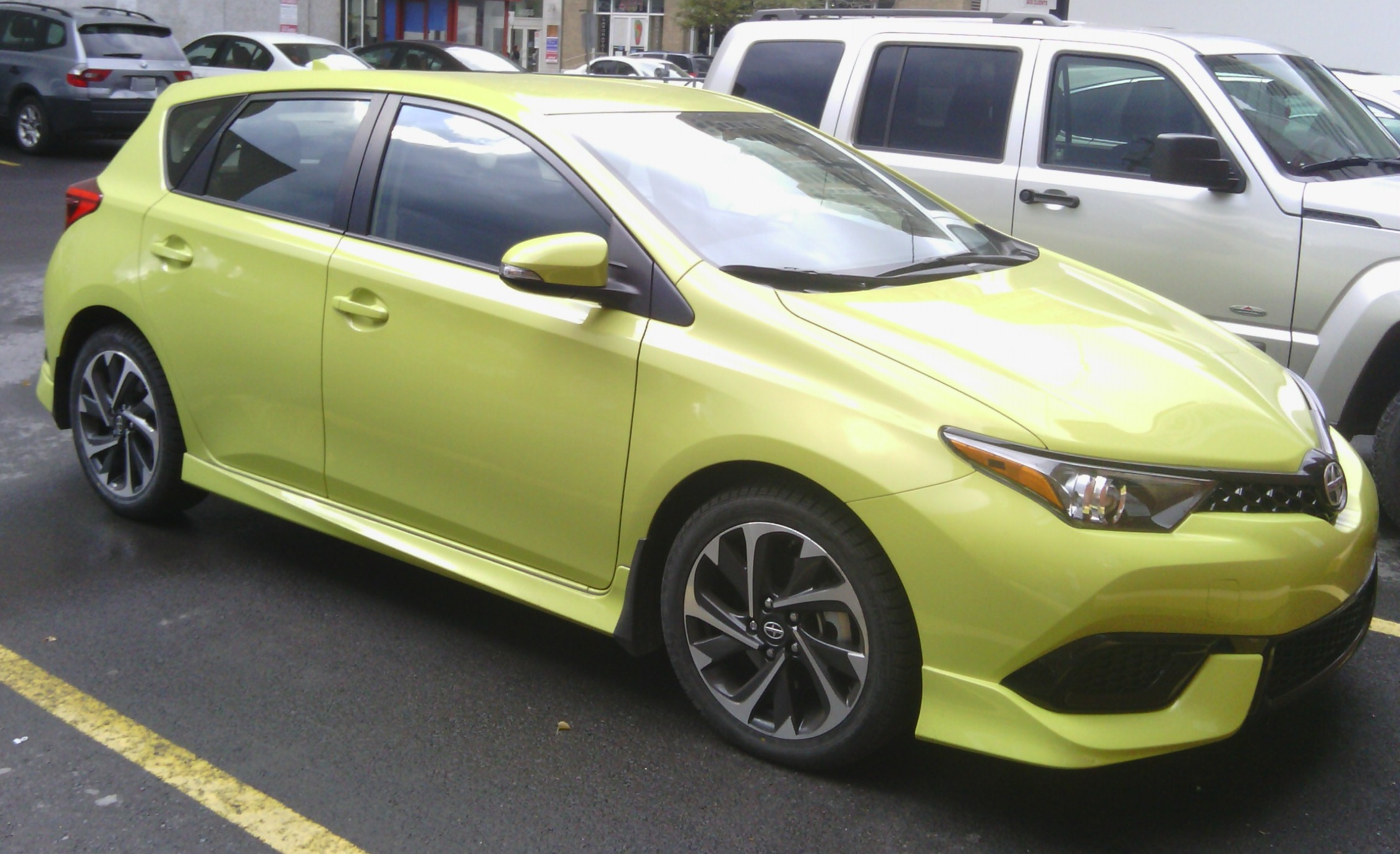
Scion iM
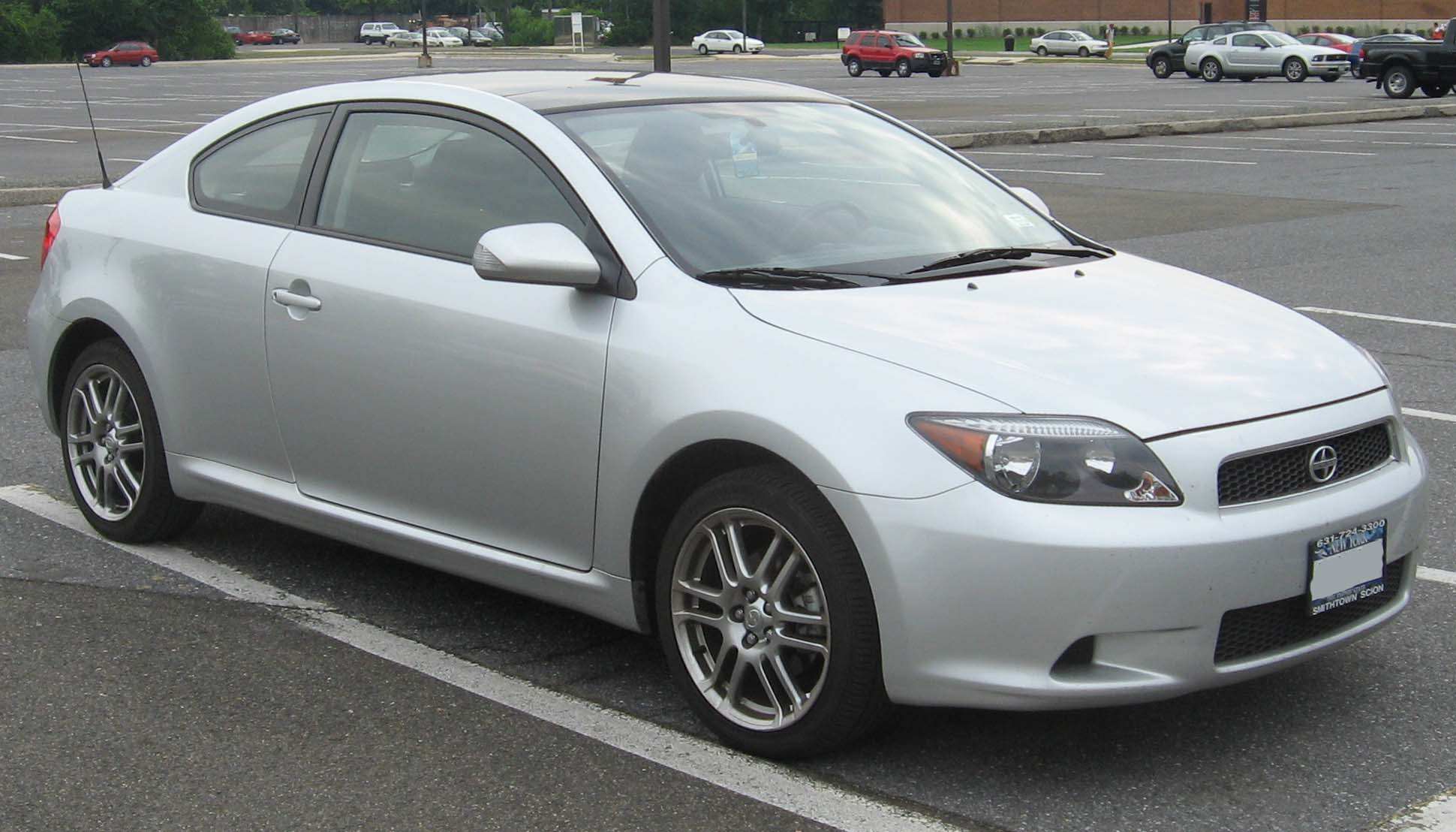
Scion tC
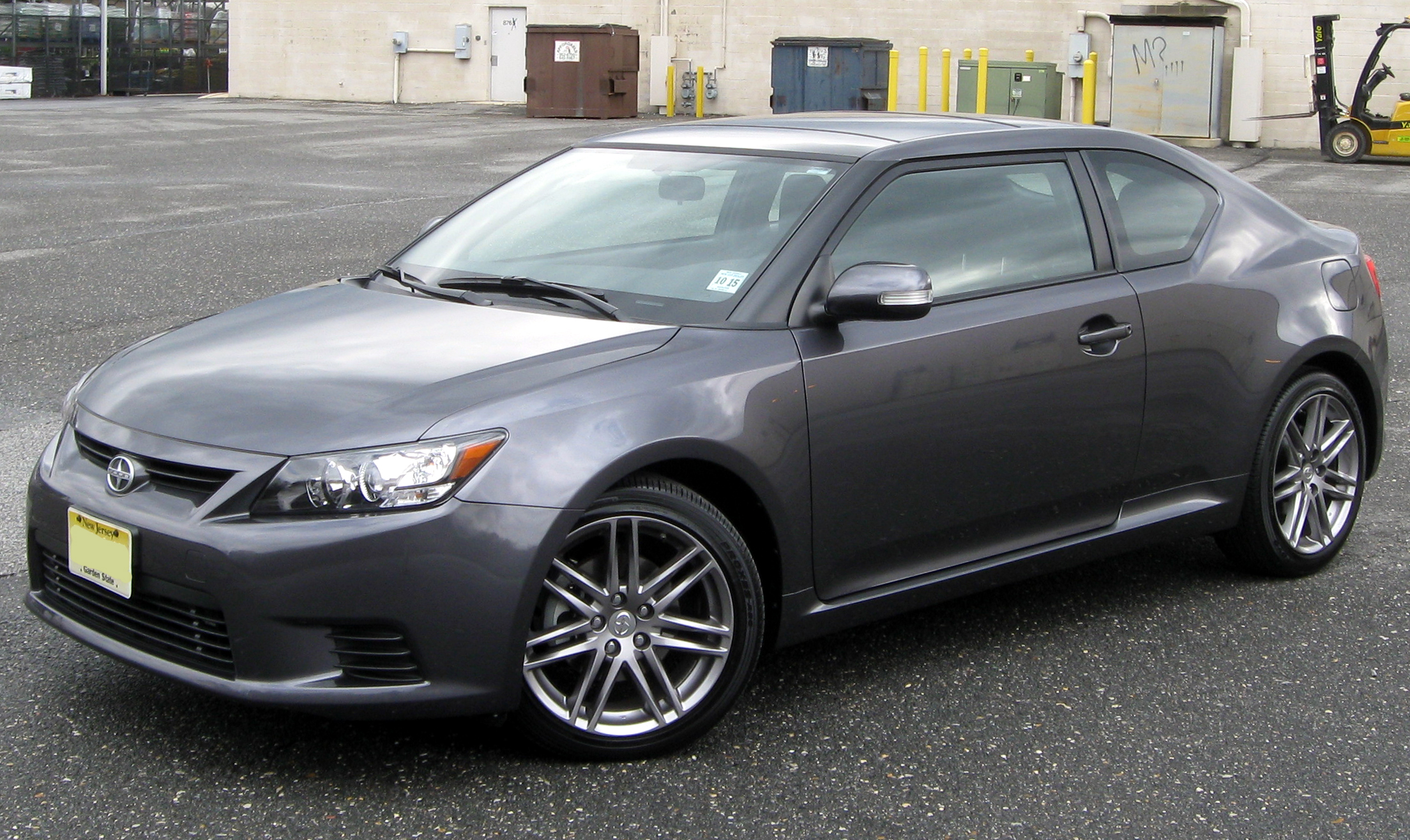
Scion tC II
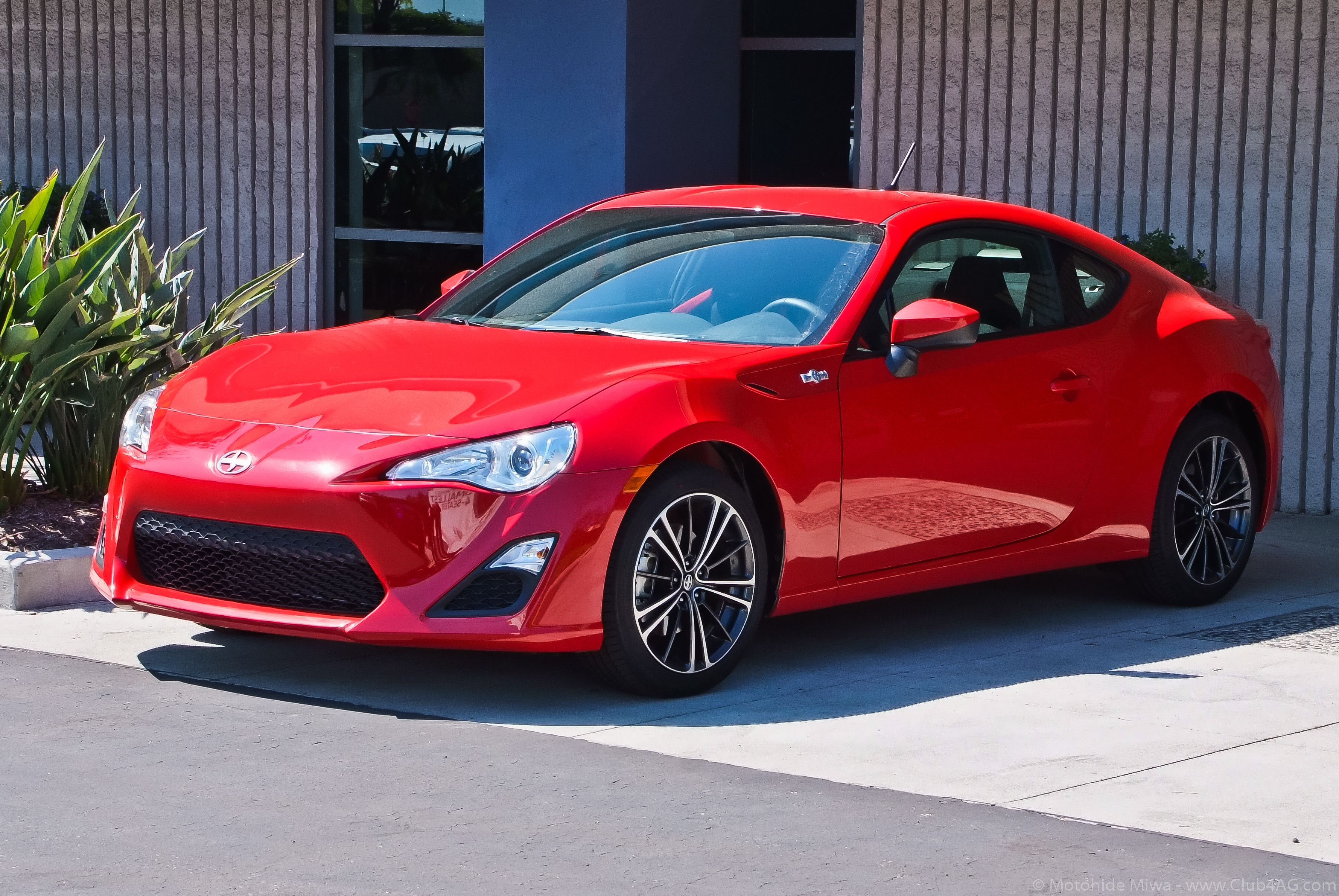
Scion FR-S